# アルトワ

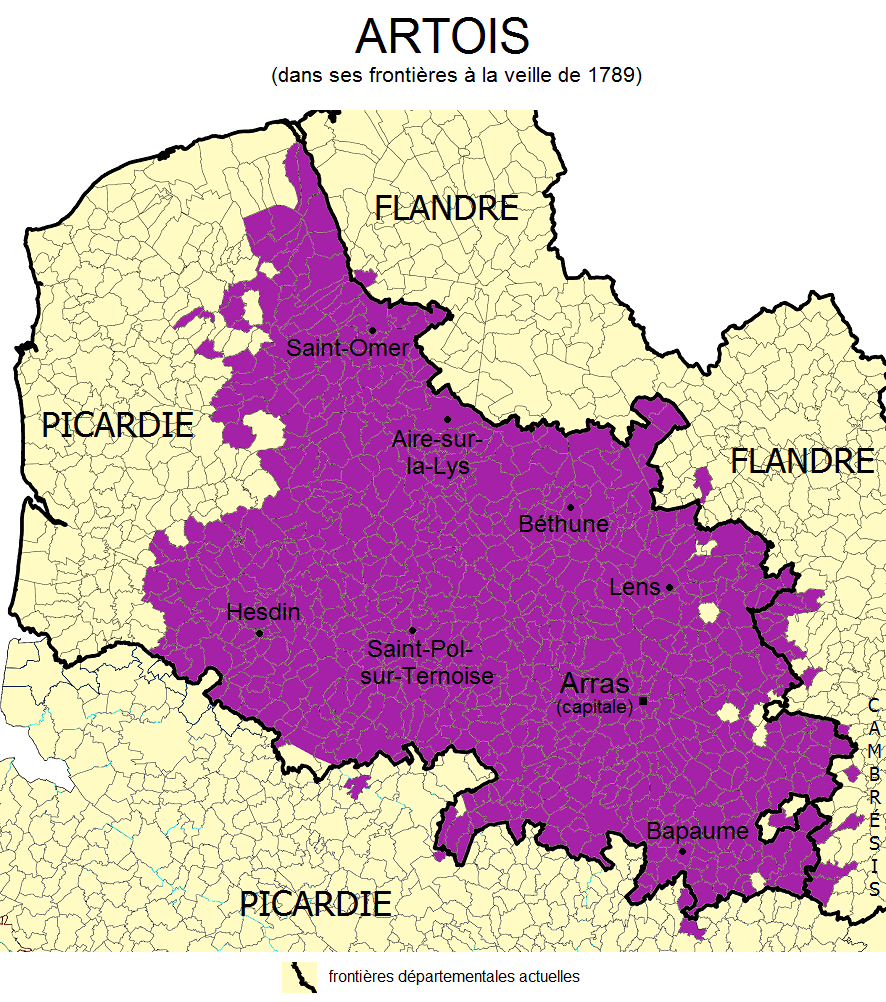
アルトワの位置

アルトワ州旗

アルトワ（フランス語：Artois, オランダ語：Artesië （アルテシエ））は、フランス北部のかつての州。面積約4000km2、人口約100万。主要な都市はアラス（オランダ語名：アトレヒト）、サントメール、ランス、ベテューヌ。

## 位置
パ＝ド＝カレー県から内陸の、旧ブーロネー西部を占め、アラス郡、ベテューヌ郡、サン＝トメール郡、ランス郡およびモントルイユ郡の東部におおよそ一致する。また、東に隣接するノール県を経てベルギー中部を横切る炭田地帯の西端にあたる。

## 歴史
元々独立した領邦であったアルトワは、フランドル伯領へ併合された後、1180年にフランドル伯女イザベル・ド・エノーの持参金としてフランスへと併合されたが、1237年にその孫ロベールの領地として独立してアルトワ伯領となった。そして1384年にブルゴーニュ公フィリップ（豪胆公）へと相続された。その後、曾孫シャルル勇胆公の死によってアルトワはハプスブルク家が獲得し、同家のスペイン系に受け継がれた。1566年のネーデルラントの宗教反乱の後、1576年にアルトワも八十年戦争へ参加、1579年にアラス同盟が成立するまでヘントの和平に加わった。アラス同盟後はアルトワとエノーはフェリペ2世と和平し、スペイン領ネーデルラントに留まった。そして三十年戦争でフランスに征服されるまでスペイン領に残った。フランスへの割譲は1659年のピレネー条約で認められた。既にフランス語人口が多数であったが、フランスによる併合までアルトワはネーデルラントの一部とされていた。
19世紀後半、アルトワはその石炭資源によって急速な工業発展を経験した。第一次世界大戦では連合国とドイツとの戦闘により多大な被害を受けた。20世紀後半には他の炭田地域と共に石炭産業の衰退に悩ませられることとなった。

## 主な出身者
- カロルス・クルシウス（1526 - 1609） - 植物学者
- ピエール＝シャルル・ル・シュウール（フランス語版）（1657 - 1705） - アルトワ生まれの探険家・商人[1]
- マクシミリアン・ロベスピエール（1758 - 1794） - フランス革命指導者。アラス生まれ。